# Bahnhof Agualva/Cacém

Der Bahnhof Agualva/Cacém (auch Bahnhof Agualva-Cacém) ist ein Bahnhof in der gleichnamigen Stadt im portugiesischen Distrikt Lissabon. Er liegt an der Abzweigung der Linha do Oeste von der Linha de Sintra und wird von diversen Zugskategorien der CP bedient.

## Geschichte
Der Bahnhof wurde am 2. April 1887, als sowohl die Linha de Sintra zwischen Sintra und Alcântara-Terra als auch die Linha do Oeste von hier nach Caldas da Rainha in Betrieb gingen, unter dem Namen Cacém eröffnet. Der Bahnhof hatte seine Funktion als Trennungsbahnhof schon seit seiner Eröffnung inne.
Im Zuge der Umbauarbeiten, welche 2009 begannen und einen viergleisigen Ausbau der Linha de Sintra von Monte Abraão bis Agualva/Cacém vorsehen, wurde der Bahnhof nicht mehr nach der Standort-Freguesia, sondern nach der Stadt, Agualva/Cacém, benannt.

## Betrieb
Der Bahnverkehr spielt im Regionalverkehr eine große Rolle, wird jedoch seit 1995, als die letzten Intercidades-Züge zwischen Lissabon Rossio beziehungsweise Lissabon Santa Apolónia nach Leiria verkehrten, von keinen Fernverkehrszügen mehr bedient.

### Eisenbahn
InterRegional
Der Bahnhof wird täglich von vier InterRegional-Zugspaaren zwischen Lissabon Entrecampos-Poente und Caldas da Rainha via Linha do Oeste bedient, wobei eines weiter nach Coimbra verlängert wird.
Regional
Zusätzlich zu den vier InterRegional-Zugspaaren verkehren noch sechs Regional-Zugspaare zwischen Monte Abraão und Caldas da Rainha, zwei davon werden nach Santa Apolónia geführt.
Urbanos
Weitaus der meiste Zugverkehr des Bahnhofs wird über die CP Urbanos de Lisboa abgewickelt, welche den Bahnhof in etwa im Zehn-Minuten-Takt bedient. Agualva/Cacém wird von der Linha-de-Sintra-Familie von beiden Relationen, welche jeweils drei Mal stündlich verkehren, bedient:
- Sintra–Agualva/Cacém–Amadora–Lissabon Rossio
- Mira Sintra-Meleças–Agualva/Cacém–Amadora–Lissabon Sete Rios–Lissabon Roma-Areeiro/Lissabon Oriente/Alverca

### Busverkehr
Der Bahnhof ist ebenfalls eine wichtige Drehscheibe im Busverkehr, insgesamt 12 Linien von drei Busunternehmen (Vimeca, Rodoviária de Lisboa und Scotturb) verkehren von hier.

## Ausstattung und Anlage
Der Bahnhof ist behindertengerecht ausgebaut, es führen Aufzüge zu den Bahnsteigen. Des Weiteren befindet sich nebst einem Wartesaal noch ein Café im Empfangsgebäude.
Der Bahnhof ist dreigleisig ausgebaut, das Empfangsgebäude befindet sich auf der rechten Seite und ist per Seitenbahnsteig mit der Gleisanlage verbunden. Die beiden anderen Gleise liegen an einem Mittelbahnsteig. Früher umfasste der Bahnhof gar fünf Gleise – ein Seiten- und zwei Mittelbahnsteige. Die beiden am nächsten beim Empfangsgebäude liegenden Gleise wurden abgetragen und durch Fußgängerwege ersetzt.

## Zukunft
- Der Umbau des Bahnhofs wird laut REFER im August 2011 abgeschlossen werden.
- Es ist im Rahmen eines geplanten Ausbaus vorgesehen, die Einschienenbahn SATU vom heutigen Endpunkt Oeiras-Fórum zunächst in einer zweiten Bauphase nach Lagoas Park und dann schließlich im dritten Abschnitt über den Taguspark zum Bahnhof Agualva/Cacém zu verlängern, um die Linha de Sintra mit der Linha de Cascais zu verbinden.[3]